# Pendón de Jerez de la Frontera
El Pendón de Jerez de la Frontera es una bandera histórica de España, concedida por Alfonso X el Sabio a la ciudad de Jerez de la Frontera tras su conquista en 1264.

## Historia
Tras la reconquista de Jerez el 9 de octubre de 1264, le fue concedida por el rey el uso de un estandarte o pendón de ondas de azur y plata, orlado de carmesí con castillos y leones alternos. Estos elementos representaban respectivamente la constancia, la fortaleza y la bravura.
La reconquista de la Bahía de Cádiz y del Campo de Gibraltar, sin embargo, se prolongó en los años debido a las sucesivas oleadas de tribus magrebíes como meriníes o benimerines. En la fundamental Batalla del Salado, librada junto a este río el 30 de octubre de 1340, las huestes jerezanas lucharon junto a las que habían venido de Lorca, empeñándose ambas en ganar el vistoso pendón que exhibía el caudillo de Tarifa, Albohacén. 
Fueron un caballero lorquino, Juan Guevara, y uno jerezano, Aparicio Gaitán, los que a una vez consiguieron derribar al moro que enarbolaba la bandera, estableciéndose la disputa ante el rey Alfonso XI sobre qué ciudad debería conservar el trofeo. De manera salomónica, decidió el rey otorgar la bandera a Jerez y el asta a Lorca, conservándose ésta en la iglesia de Santa María de la Huerta de Lorca y pasando el paño a la de Santiago de Jerez.
Este pendón tenía, según antiguos historiadores, trece lunas bordadas de oro sobre tela morada, muy preciosa y muy rica y hacía unos tornasoles como las plumas del gallo, por lo cual después lo llamaron rabo de gallo.
Al menos desde 1405 Jerez usó este pendón cada vez que iba a la guerra, en sustitución del primitivo que le había sido concedido por Alfonso X con las ondas blanquiazules. En ese año la ciudad pide al rey Enrique III un nuevo pendón por encontrarse muy deteriorado y roto el que hasta ahora poseía, petición denegada por el monarca diciendo que, el buen pendón tenía que servir siempre. Por este motivo el Rabo de Gallo fue restaurado, se cubrió con brocado de seda y se le bordaron las armas reales y las jerezanas. Según otras fuentes mantuvo sólo un retal del primitivo, de unos diez por seis centímetros, cosido en su parte superior derecha. En esta fecha se hace cargo de su custodia el cabildo de la Colegial del Divino Salvador, hoy Catedral de Jerez de la Frontera.
En 1468 se encarga un nuevo pendón, con las armas de la Ciudad, que fue traído de Venecia. Éste se perdió en la Batalla de las Axarquías, en 1483. Interinamente volvió a usarse el Rabo de Gallo, pero debido a su mal estado no se consideraba digno de representar a la ciudad, así que se comisionó al caballero Ramón de Estopiñán para traer uno nuevo de Génova con las armas reales y las de la Ciudad, costando 3.896 maravedíes. Esta bandera participó en la Toma de Granada al frente de las huestes jerezanas. En 1500 volvió a aquella ciudad para contribuir a sofocar la rebelión de las Alpujarras, perdiéndose en las luchas contra piratas frente a Cádiz en 1596.
A partir de entonces se volvió a usar el antiguo Rabo de Gallo, que si bien reproducía el modelo de armas jerezanas concedido por Alfonso X, mantenía la memoria del primitivo pendón del Salado del que, según referencias del siglo XVI, mantenía un retal cosido. Esta pieza fue restaurada en diversas ocasiones hasta la confección de la actual bandera en 1990.
En 1991 el histórico pendón es entregado por el deán de la Catedral de Jerez, que lo custodiaba desde el siglo XIV, al alcalde de la Ciudad, a la sazón Pedro Pacheco. Desde entonces la pieza histórica se halla perdida, habiendo sido denunciada su desaparición.

## Uso
El 9 de octubre, fiesta de San Dionisio Areopagita se celebra cada año la reconquista de la ciudad, asistiendo el Ayuntamiento bajo mazas hasta la Catedral, siendo portado el pendón por el más joven de los concejales. En el primer templo se entona un Tedeum en acción de gracias.
El pendón tiene honores de Capitán General, y en este traslado es escoltado por una compañía militar.
La bandera para uso habitual de la ciudad fue cambiada por un diseño más simple, tres bandas de azur, plata y azur con el escudo municipal al centro. El modelo histórico ha quedado casi exclusivamente para la conmemoración cívico religiosa del 9 de octubre, usándose la reproducción estrenada en 1990.